# وعي سياسي
'الوعي السياسي هو الفهم العام للمناخ السياسي وما يحركه من تجاذبات ومخطّطات من الفاعلين السياسيين داخل القطر أو حتى خارجه نظرا للترابط العالمي للأحداث..ويتعلق مفهوم «الوعي السياسي» بالأفراد والمنظمات والمجتمعات على حدّ سواء..وإنشاء الوعي السياسي يعني تكوين ضرب من ضروب التفكير الواعي بالراهن السياسي..والحراك المطلبي في النطاق المحلي أو الإقليمي أو الدولي وجميع التصرفات السياسية الشعبية مثل الانتخاب والترشح للانتخابات والقيام بالمظاهرات والثورات تتزايد طرديا مع تزايد ما يسمّى «الوعي السياسي» فهذا الوعي إذن هو القلب النابض للمكونات الحية للكيانات السياسية. بعد عمل غيورغ فيلهلم فريدريش هيغل، لخص كارل ماركس كيفية عمل الوعي السياسي.

## سياسة الوعي
يشير الوعي عادةً إلى فكرة المرء الذي يتمتع بوعي ذاتي. وهي خاصية يتميز بها الإنسان  عن غيره من الكائنات. ويظل ذلك الاستخدام الأصلي الأكثر شيوعًا لهذا المصطلح. لكن ظهر خط آخر من البحث السياسي والفلسفي الذي يتناول الوعي من حيث الحالة الذهنية السياسية للمرء. ويرى ماركس أن الوعي يصف إحساس المرء بنفسه سياسيًا. ويعني ذلك أنه يصف وعي المرء بالسياسة. وهو يرى أيضًا أن الوعي السليم مرتبط بفهم موقف المرء الحقيقي من التاريخ. وبينما جعل هيغل الرب السبب وراء الوعي لدى الناس، رأى ماركس الاقتصاد السياسي المحرك للعقل.
وفي القرن العشرين، طور العديد من المفكرين والحركات الاجتماعية هذا الاستخدام للوعي.

## الوعي الخاطئ
من وجهة نظر ماركس، الوعي دائمًا سياسي، لأنه ناتج دومًا عن الظروف الاقتصادية والسياسية. أفكار المرء بشأن الحياة والقوة والذات، في رأي ماركس، هي دائمًا نتاج القوى الأيدولوجية.
فيرى ماركس أن الأيدولوجيات تظهر لتفسر وتبرر التوزيع الحالي للثروة والقوة في المجتمع. وفي المجتمعات ذات التوزيع غير المنصف للثروة والسلطة، تقدم الأيديولوجيات هذه التفاوتات على أنها مقبولة، وحميدة، وحتمية، وما إلى ذلك. لذلك، فإن الأيدولوجيات تدفع الناس للقبول بالأمر الواقع. فيؤمن المرؤوس برئيسه: الفلاحون يقبلون بحكم الطبقة الأرستقراطية، وعمال المصانع يقبلون بحكم الملاّك، والمستهلكون بحكم الشركات. وهذا الإيمان بالمرؤوسية الناتج عن الأيديولوجية، في نظر ماركس، هو وعي زائف.
ويعني ذلك أن ظروف عدم المساواة تشكل أيديولوجيات تسبب للناس ارتباكًا بشأن أهدافهم وولائهم وطموحاتهم الحقيقية. لذا، من وجهة نظر ماركس، تعرضت على سبيل المثال، الطبقة العاملة ، عادةً للتضليل بواسطة القومية والدين النظامي وغير ذلك من عوامل الإلهاء الأخرى. هذه الأدوات الأيديولوجية تساعد في الحيلولة دون إدراك الناس أنهم مَن ينتجون الثروة، ومن يستحقون ثمار الأرض، ومن يمكنهم الازدهار: بدلًا من التفكير بموضوعية في أنفسهم، يتبنون الأفكار التي تقدمها لهم الطبقة الحاكمة.

## الوعي والاقتصاد السياسي
يرى ماركس أن الوعي هو انعكاس للاقتصاد السياسي. فتشكل الظروف الاقتصادية والسياسية أفكار المرء. ولماركس عبارة شهيرة في هذا الشأن، هي: «ليس الوعي هو الذي يحدد كيان المرء، وإنما العكس هو الصحيح، بمعنى أن الكيان الاجتماعي هو الذي يحدد الوعي.»

لعل أهم إسهام لماركس في الفكر الحديث... هو الدراسة الشاملة لدور الأيديولوجيا، أو كيفية تحديد الكيان الاجتماعي للوعي، مما ينتج عنه نظم إيمانية وقيمية محددة (غير واعية في الغالب) حسب البنية التحتية الاقتصادية السائدة في ذلك الوقت. ومن وجهة النظر الماركسية، جميع النتائج الثقافية -- النظم الدينية، والمواقف الفلسفية، والقيم الأخلاقية -- هي بطبيعتها نتاج الوعي، ومن ثم تتعرض للضغوط الأيدولوجية. 

## الوعي والحركات الاجتماعية
اتبعت العديد من الحركات الاجتماعية فكر ماركس عن الوعي على نحو غير ثابت. يؤمن كثيرون أن اكتساب الوعي يعني العثور على المسار التاريخي الحقيقي للمرء، على عكس الدعاية التي تنشرها النخبة الحاكمة. لذلك، تحدثت الحركة النسائية عن رفع الوعي واشترك الكثير من الناشطين جنوب الإفريقيين في حركة الوعي الأسود، التي نادت بسعي السود وراء مسارهم السياسي «الحقيقي» (على عكس الأفكار التي يطرحها نظام الفصل العنصري). وفيما يتعلق بحركة الوعي الأسود، يرى الكثيرون من السود جنوب الإفريقيين أن الوعي يعني نبذ الأفكار العنصرية ضد السود، ورفض الحكم الأبيض للدولة، واستعادة هوية السود وتاريخهم ونفوذهم.
ومن ناحية الشحن السياسي، يعني «الوعي السياسي» عادةً يقظة الناس لدورهم السياسي الحقيقي، أي هويتهم الفعلية. أما بالنسبة لماركس، فيعني «الوعي السياسي» أن يصير لدى الطبقات العاملة وعي بذاتها كعناصر عاملة في التاريخ—فيتحدون ويشاركون في ثروة الأيدي العاملة. ويُعَد ذلك في نظر ماركس حقهم ودورهم التاريخي (على عكس العمل من أجل الأجور وخوض الحروب لصالح الرأسماليين، وما إلى ذلك). أما بالنسبة للعديد من الأمريكيين من أصل إفريقي، عنى «الوعي» تحديد صور سيادة البيض وتشويهها، بما في ذلك ما استوعبها السود. يكمن الحقيقة والقدر في هذه الاستخدامات لمصطلح «الوعي». فتكون هذه الاستخدامات للوعي السياسي مشحونة سياسيًا عادةً. على سبيل المثال، هل إذا دعمت سيدة سوداء نظامًا تتألف رئاسته بشكل أساسي من الذكور الرأسماليين البيض، تكون بذلك تفتقر إلى الوعي؟ هل إذا صارت واعية سياسيًا، فستختلف في طريقة تفكيرها؟ ما المفترض أن يكون عليه وعيها «الحقيقي»؟
توقف الكثير من الماركسيين ومناصري الحركة النسائية والأمريكيين من أصل إفريقي (وغيرهم من الجماعات الأخرى) عن المجادلة بأن هناك صورة واحدة حقيقية فقط من الوعي. وعلى الرغم من احتفاظهم بفكرة أن الطبقة الحاكمة تتبنى أيدولوجية مهيمنة دائمة، وتنتهج عادةً أساليب تضر بالناس، يتخذ الكثير من المنشقين الآن موقفًا أكثر ليبرالية يتسامح مع العديد من المواقف السياسية الأخرى. ويتم تناول إشكالات الوعي السياسي في نظريات الهيمنة الثقافية.